# Seguili
La sierra del Seguili ( del árabe, Al-Sahila, llana, en este caso la sierra llana), pertenece en la comarca de la Marina Alta, en la provincia de Alicante y está situada entre Benidoleig, que ocupa la vertiente septentrional de la montaña, y Alcalalí y la Losa de Camacho, que están enclavadas en el flanco meridional. Es una sierra de escasa elevación, entre 388 y 411 m. sobre el nivel del mar.

## La vertiente norte
En la vertiente norte del Seguili, dentro del término municipal de Benidoleig, está la Cuéva de las Calaveras, donde se han encontrado hachas, martillos y puntas de piedra procedentes del Paleolítico. En la época ibérica esta cavidad se utilizó como santuario. La leyenda cuenta que un rey moro que huía del Cid se quedó atrapado con todo su harén. Las calaveras a las que alude el topónimo son, según la creencia popular, las del jefe monarca y sus mujeres. La cueva se adentra unos 400 metros en el interior de la sierra. El tramo final está anegado de agua, formando un pequeño estanque denominado el Toll Blau (charco azul). El Seguili y la Cueva son dos lugares emblemáticos para la gente de Benidoleig y, como tales, aparecen representados en el escudo municipal de esta localidad.

## La vertiente sur

### Almassaleft
Almassaleft es el nombre con que es conocido el flanco de la sierra del Seguili por donde discurre la carretera comarcal que enlaza las poblaciones de Benisa y Orba. Este paraje recibe también la denominación histórica de Les Forques por ser el lugar donde los criminales eran ajusticiados en la época de la antigua Baronía de Alcalalí.

### Alxaraf
El alto de Alxaraf es la parte más elevada del Seguili y la más próxima a la población de Alcalalí. También se conoce con el nombre de El Calvario, porque a su pie se alzan las estaciones del Vía Crucis. Desde principios de la década de los noventa del siglo XX, este sitio ha sido sometido a una intensa actividad urbanística que la ha convertido en una amplia y moderna área residencial, donde viven mayoritariamente ciudadanos europeos de la 3a edad.
- Datos: Q9075575